# Kick-Ass (Film)
Kick-Ass ist ein britisch-US-amerikanischer Spielfilm aus dem Jahr 2010 von Matthew Vaughn, der auf Mark Millars gleichnamigem Comic basiert. Die Superheldenkomödie stellt einen einfachen, verletzlichen Teenager und Comic-Nerd in den Mittelpunkt, der trotz fehlender Superkräfte versucht, als Superheld namens „Kick-Ass“ das Verbrechen zu bekämpfen. Schnell wird er zur Berühmtheit, dadurch werden jedoch auch andere Rächer und Verbrecher auf ihn aufmerksam.
Der Film wurde am 12. März 2010 auf dem South by Southwest Film Festival in den Vereinigten Staaten uraufgeführt und erschien am 22. April 2010 in den deutschen Kinos.

## Handlung
Dave Lizewski ist ein ganz normaler Jugendlicher an seiner High School, bis er sich entschließt, Superheld zu werden. Er kauft sich über eBay einen grünen Neoprenanzug mit Maske, nennt sich „Kick-Ass“ und benutzt Schlagstöcke und einen Taser als Waffen – allerdings hat er keine Superkräfte. Daves erster Einsatz endet daher in einem Fiasko: Er wird von zwei Kleinkriminellen zusammengeschlagen, niedergestochen und von einem Auto angefahren. Dave landet im Krankenhaus, doch er lässt sich davon nicht entmutigen. Aufgrund seiner Verletzungen bekommt er Metallimplantate eingesetzt und ein großer Teil seiner Nervenenden funktioniert nicht mehr, was ihn gegen Schmerzen unempfindlicher macht.
Nach seiner Genesung geht Dave wieder auf Patrouille. Als er dabei in eine Schlägerei einer Gang verwickelt wird und den einzelnen Verfolgten vor seinen drei Gegnern rettet, wird seine Tat von mehreren Schaulustigen gefilmt und das Video auf YouTube veröffentlicht. Bereits am nächsten Tag ist Kick-Ass eine Berühmtheit, und in seinem MySpace-Konto erhält er jede Menge Fanpost. Indes freundet sich Dave mit seinem Schulschwarm Katie Deauxma an, die von ihm denkt, er sei schwul. Als sie ihm eines Tages von einem Drogensüchtigen namens Rasul erzählt, der sie belästigt, sieht Dave darin seine Chance, bei ihr zu landen, und beschließt, Rasul zurechtzuweisen.
Außer Dave gibt es noch zwei weitere Leute, die in Kostümen gegen das Verbrechen kämpfen, im Besonderen gegen den lokalen Drogenbaron Frank D’Amico. Ein früherer Polizist namens Damon Macready war vor elf Jahren von D’Amico unschuldig ins Gefängnis gebracht worden. Seine hochschwangere Frau beging daraufhin aus Verzweiflung Selbstmord, ihr ungeborenes Baby überlebte. Nach seiner Freilassung trainierte Macready sich und seine Tochter Mindy für den Kampf gegen D’Amico und beide nahmen die kostümierten Identitäten von Big Daddy und Hit-Girl an. Sie werden auf Kick-Ass aufmerksam und beschließen, ein Auge auf ihn zu werfen. Als Dave versucht, Rasul von Katie fernzuhalten, wird er von diesem und dessen Schlägern angegriffen, doch Hit-Girl eilt ihm zu Hilfe und tötet sämtliche Feinde in der Wohnung. Im Anschluss daran suchen sie und ihr Vater Dave auf, den sie über seinen MySpace-Account aufgespürt haben, und bieten ihm ihre Partnerschaft an.
Rasul und seine Leute arbeiteten jedoch als D’Amicos Dealer. D’Amico macht daraufhin Kick-Ass für die Störungen in seiner Organisation verantwortlich und befiehlt dessen Eliminierung. Ein versuchter Mordanschlag, verübt von D’Amico persönlich, stellt sich als Fehlschlag heraus, da er „nur“ einen Schauspieler in Kick-Ass-Kostüm auf dem Weg zu einem Kindergeburtstag erschossen hat. D’Amicos Sohn Chris, ein Schulkamerad von Dave, schlägt ihm eine andere Methode vor: Chris posiert als der neue Superheld „Red Mist“ und nimmt mit Dave Kontakt auf, um ihn in einen Hinterhalt zu führen. Allerdings kommt ihm Big Daddy zuvor, der die Handlanger D’Amicos erledigt. Mit einer versteckten Kamera, die Chris im Vorfeld platziert hat, wird der wahre Täter offenbart, und da Kick-Ass Chris gegenüber erwähnt hat, dass er Big Daddy kennt, beschließt D’Amico, Big Daddy über ihn zu schnappen.
Indes begreift Dave, in welcher Gefahr er steckt und versucht aufzuhören. Er tritt ein letztes Mal als Kick-Ass vor Katie auf und erzählt ihr die Wahrheit, daraufhin wird sie, bereits ein Fan von Kick-Ass, seine Freundin. Schließlich wird Dave von Red Mist kontaktiert, der behauptet, die Mafia sei hinter ihnen her. Dave arrangiert ein Treffen mit Big Daddy und Hit-Girl. Kaum dort angekommen, zeigt Red Mist sein wahres Gesicht: Er schießt Hit-Girl nieder, und Dave und Big Daddy werden von D’Amicos Schlägern gefangen genommen. D’Amico beschließt, die beiden in einer Live-Vorführung öffentlich zu demaskieren und zu Tode zu foltern, als Warnung für andere „Möchtegern-Superhelden“. Hit-Girl, die Chris’ Anschlag dank ihrer kugelsicheren Weste überlebt hat, gelingt es zwar einzugreifen, doch kann sie nicht verhindern, dass ihr Vater an den Folgen seiner Verletzungen stirbt. Daraufhin beschließt sie, sein Rachewerk zu Ende zu führen. Dave, der um sie besorgt ist, versucht sie zunächst davon abzubringen, schließt sich ihr dann aber doch aus Schuldgefühl über den Tod ihres Vaters an.
Hit-Girl dringt in D’Amicos Residenz ein und kämpft sich durch dessen Männer. Als sie in Bedrängnis gerät, wird sie von Kick-Ass gerettet, der mit einem Jet-Pack samt zwei eingebauten Gatlings, das ihr Vater kurz zuvor gekauft hatte, die restlichen Gangster erledigt. Daraufhin konfrontieren die beiden Vater und Sohn D’Amico. Während sich Dave und Chris gegenseitig k.o. schlagen, stellt sich Frank D’Amico für Hit-Girl trotz ihres Trainings als harter Gegner heraus. Gerade als er sie erschießen will, kommt Dave wieder zu sich und erledigt D’Amico mit einer Bazooka. Anschließend fliegt er mit Hit-Girl davon, bevor der ebenfalls wieder erwachte Chris den Kampf fortsetzen kann.
Mit D’Amicos Tod ist die Aufgabe von Hit-Girl beendet. Dave und Mindy stellen sich beide offiziell in ihren Geheimidentitäten vor, und Mindy beginnt ein ganz normales Leben an Daves Schule, als Zieh-Kind des ehemaligen Polizei-Kollegen ihres Vaters. Kick-Ass hat trotz seines Rückzugs nicht an Popularität verloren, und viele andere Leute versuchen sich nun als Superhelden. Chris hingegen, der Rache für seinen Vater sucht, sagt der neuen Heldenpopulation als Superschurke den Krieg an.

## Filmbezüge
Es gibt etliche Comic- und Comicfilmreferenzen. So spricht Big Daddy wie Adam Wests Version von Batman, Red Mist zitiert am Ende den Joker (aus Tim Burtons Batman) mit den Worten „Wait till they get a load of me“. Daves Aussage „Mit keinerlei Kraft kommt keinerlei Verantwortung“ ist eine Anspielung auf Spider-Mans „Mit großer Kraft kommt große Verantwortung“. Im Comicladen sind unter anderem ein Avengers- sowie ein Hellboy-Poster, eine Watchmen-Figur und diverse andere Comics zu sehen. Im Laufe des Filmes werden im Laden Kick-Ass-Comics verkauft, wobei der Originalcomic verwendet wurde.
Kurz nach Daves Einlieferung ins Krankenhaus sieht man mehrere Röntgenaufnahmen seiner mit Drähten und Nägeln behandelten Knochenbrüche, die zu einem Gesamtbild zusammengesetzt wurden. Dave kommentiert: „Das is’ ja abgefahr’n! Ich seh’ aus wie Wolverine!“ Dies bezieht sich auf Wolverines Adamantium-Skelett.
In einer Szene sieht man einen mit Handschellen an das Lenkrad eines gelben Range Rover gefesselten Ganoven, welcher in einer Schrottpresse getötet wird. In Layer Cake fährt ebenfalls ein Schauspieler unter dem Rollennamen Cody in einem gelben Range Rover fort und wird in beiden Fällen vom Schauspieler Dexter Fletcher verkörpert. Regisseur Matthew Vaughn bezeichnete diese Szene als Schlussstrich unter Layer Cake.
Dave imitiert vor einem Spiegel stehend Robert De Niro aus Taxi Driver. Der Bodyguard von Frank D’Amico freut sich darüber, den berühmten Satz „Sag Hallo zu meiner kleinen Freundin“ aus Scarface sagen zu können, als er seine Bazooka auf Hit-Girl richtet. Zudem wird direkt auf Lost Bezug genommen sowie Alles Betty! und Family Guy erwähnt. Marty spricht von „One Night in Spider-Man“, eine Anspielung auf das Sextape One Night in Paris.

## Produktion

### Der Comic als Filmvorlage
Die Vorlage des Films Kick-Ass bildet die gleichnamige achtteilige Comic-Miniserie des britischen Comicautors Mark Millar, dessen Comic Wanted zuvor bereits erfolgreich verfilmt wurde. Da der Film während der Erstellung des Comics produziert wurde, hängen Produktion von Comic und Film eng zusammen.

#### Entstehung des Comicskripts
Millar begann gegen 2006 mit den ersten Entwürfen zur Geschichte um Kick-Ass.:15 Ursprünglich plante er einen Comic mit dem Titel Kick-Ass über Big Daddy und Hit-Girl. Es fiel ihm jedoch schwer, sich mit diesen Figuren zu identifizieren, deshalb legte er das Konzept einige Monate beiseite. Anfang 2007 schrieb er die Grundlage für einen autobiografischen Comic,:11:4 mit der Identifikationsfigur Dave Lizewski. Parallelen zwischen Mark Millar und Dave sind, dass Millar als Kind so comicbegeistert wie Dave war, seine Mutter ebenfalls früh starb und er daraufhin allein bei seinem Vater lebte. Mit 14 Jahren wollten Millar und sein Freund Paul James Downie, dem der Kick-Ass-Comic gewidmet ist, Superhelden werden. Die beiden legten sich Superheldennamen und -kostüme zu, lernten Karate und gingen für etwa ein Jahr in ihrem Wohnort Glasgow auf Patrouille. Während der Arbeit an dem autobiografischen Projekt erkannte Millar, dass beide Comics zueinander passen. So verband er beide Ideen zu einem Comic und schrieb die Erstfassung für die Skripts der ersten vier Ausgaben an einem Stück und hatte bereits eine Vorstellung für die Grundgeschichte der restlichen vier Ausgaben.
Die Grundidee Millars war es, den Comic in unserer Realität spielen zu lassen, in der Superhelden der Unterhaltung dienen.:10 Bereits andere Comics wie Batman, Iron Man oder Spider-Man beschritten den Trend, die Comicwelt immer weiter in die Realität zu verlegen. Doch in diesen Comics erhalten Protagonisten Superkräfte oder einen unerschöpflichen Reichtum, von dem sie sich ihre technische Ausrüstung leisten können.
Millar meinte weiterhin, dass die Pubertät von Protagonisten wie Peter Parker, also Spider-Man, nicht realistisch dargestellt wurde.
Kick-Ass sollte deshalb noch realistischer sein: Ein einfacher, pubertierender, verletzlicher Comic-Nerd, der keinerlei Superkräfte besitzt und bei Mädchen nicht gut ankommt, versucht, Superheld zu werden. Daraufhin wird er auf Patrouille niedergestochen und von einem Auto überfahren.
Millar schrieb die Comic-Miniserie für Icon Comics. Das Marvel-Imprint Icon Comics wurde gegründet, um herausragende Comic-Erfinder bei Marvel zu halten, indem man ihnen die Möglichkeit bietet, nach dem Creator-Owned-Prinzip zu publizieren, was bedeutet, dass die Werke im Eigentum der Erfinder bleiben. Das gesamte Marketing liegt hierbei jedoch bei dem Autor, und der Comic wird somit nicht durch Marvel beworben.

#### Drehbuchentwicklung
Mark Millar wollte den Comic verfilmen lassen und kam über seinen alten Freund Jonathan Ross und dessen Frau Jane Goldman im späten Sommer 2007 mit Matthew Vaughn in Kontakt.:4
Die beiden verstanden sich auf Anhieb gut. Nach einem ersten Zusammentreffen bei der Premiere zu Der Sternwanderer entstand der Wunsch beider, gemeinsam an einem Film zu arbeiten.:18
Im Oktober 2007 bot Millar den Comic Kick-Ass als mögliches Projekt an, da er dessen Rechte besaß. Zu dieser Zeit waren die ersten zwei Skripte noch nicht ganz fertiggestellt und noch kein Panel gezeichnet.
Matthew Vaughn war von dem Skript des Comics begeistert. In einem ersten Treffen arbeiteten Vaughn und Millar gemeinsam die Story des Films aus. Vaughn kannte somit die grobe Handlung des Comics und arbeitete in gemeinsamen Treffen mit Millar das gesamte Skript des Films aus. Vaughn schrieb daraufhin am Drehbuch, während Millar an dem Comicskript arbeitete, und überholte ihn dabei. Die vier ersten Comicskripts sowie die Grundstruktur der folgenden vier Skripts waren die Grundlage für das Drehbuch.:28 Während Comicautoren normalerweise nur einen minimalen Einfluss auf die Umsetzung eines Filmes nehmen, arbeitete Mark Millar, der neben John Romita Jr. in den Credits als Executive Producer geführt wird, auch nach der Ausarbeitung der Handlung des Comics gemeinsam mit Matthew Vaughn das Drehbuch des Films weiter aus.:26
Vaughn schrieb den 15-Seitigen Erstentwurf des Drehbuchs mit dem Fokus auf Struktur und Story, während Jane Goldman, wie schon zu Der Sternwanderer, dem Drehbuch als Ko-Drehbuchautorin weitere Szenen, Dialoge und Charakterisierung hinzufügte und das Drehbuch für das Massenpublikum aufarbeitete.:5 Goldman sagte, der Grund für die gute Zusammenarbeit sei, dass Vaughn in Bildern denke und sie in Worten. Noch während Millar an dem Comicskript arbeitete, wurde so am 28. August 2008 das Drehbuch fertiggestellt.:20

#### Fertigstellung des Comics
Für die Zeichnungen des Comics war John Romita Jr. zuständig. Millar und Romita arbeiteten bereits in Wolverine: Enemy of the State erfolgreich zusammen und schätzen sich sehr.:21:25 Kick-Ass sollte ursprünglich monatlich erscheinen, da Millar jedoch sehr viel Wert auf Qualität legte und Romita viele Zeichnungen für den Film anlegte war dies nicht möglich. Unter den Zeichnungen für den Film waren unter anderem 50 bis 60 Fahndungsbilder:112 und eine animierte Comic-Sequenz („Motion Comic“), welche die Herkunft Big Daddys und Hit-Girls klärt.:5
Wegen des Vertrauens in das Projekt arbeiteten Millar und Romita für das Imprint Icon Comics ohne Vorleistung von Marvel, damit sie den Comic ausschließlich in Eigenverantwortung („creator owned“) produzieren konnten. Somit erhielten sie mehr als ein Jahr lang kein Geld für Skript und Zeichnungen.:31 Für Romita ist Kick-Ass aufgrund der extremen Gewaltdarstellungen eine außergewöhnliche Arbeit, er bezeichnet Kick-Ass als so hochgradig brutal, wie er nie zuvor gezeichnet hatte. Romita war von Anfang an klar, dass der Comic aufgrund der Gewaltdarstellungen ein R-Rating bekommen würde. In der Comicwelt wurde Kick-Ass ein großer Erfolg. Die Bestellungen für die erste Ausgabe überstiegen alle Erwartungen. Von den meisten Ausgaben wurden über 100.000 Stück verlegt. Damit war Kick-Ass die erfolgreichste Non-Franchise-Serie der letzten zehn Jahre.

### Finanzierung
Als das endgültige Drehbuch Ende August 2008 in verschiedene Studios geschickt wurde, stieß der Film sehr schnell wider Erwarten auf Ablehnung. Größter Kritikpunkt am Film war Hit-Girl, eine Elfjährige, die Blutbäder anrichtet. Die Studios glaubten nicht, dass das Publikum so eine Heldin sehen wolle. Einige Studios waren am Konzept interessiert, wollten jedoch einen PG-13-Film, ohne Hit-Girl. Andere Produktionsfirmen forderten, Hit-Girl älter zu machen. Vaughn wurde ebenfalls gewarnt, dass ein solcher Film keine Kino-Distribution bekommen werde.
Vaughn entschloss sich daraufhin, Kick-Ass unabhängig zu drehen. Mit 28 Millionen US-Dollar sollte Kick-Ass ein relativ teurer Independentfilm werden, trotzdem kam das Budget mithilfe privater Investoren sowie der Produktionsgesellschaft Brad Pitts, Plan B Entertainment, schnell zusammen, einen Großteil steuerte auch Vaughn mit seiner Produktionsgesellschaft Marv Films bei, sodass der Dreh des Films im September 2008 beginnen konnte.

### Dreharbeiten
Bereits einen Monat nach Fertigstellung des Drehbuches begannen am 28. September 2008 die Dreharbeiten und endeten nach etwa sieben Monaten am 23. April 2009. Außenaufnahmen wurden hierbei vor allem in London und in Kanada, in Toronto und Hamilton gedreht. Studioaufnahmen wurden sowohl in Großbritannien in den Elstree Studios (Borehamwood, Hertfordshire) sowie in den Pinewood Studios (Iver Heath, Buckinghamshire) als auch in den CineSpace Film Studios in Toronto gedreht. Ursprünglich waren für den Film etwa 100 visuelle Effekte eingeplant. Da das Budget knapp war und CGI-Shots günstiger sind als Drehs an Originalschauplätzen, wurden daraus jedoch circa 820 CGI-Shots. Zum Vergleich: I, Robot von 2004 hatte 290 CGI-Shots. Teile des Films, wie zum Beispiel die Szenen, die auf den Dächern New Yorks spielen, wurden so ausschließlich mit Greenscreen gedreht. Nur die Hintergründe dazu wurden in New York von einem Spezialeffekt-Team gedreht.

### Filmmusik
Insgesamt beschrieb Vaughn die Arbeit an der Filmmusik als sehr schwierig, sie zog sich über acht Monate hinweg, und ein Großteil der Musik wurde in der letzten Woche geschrieben. Vaughn legt auf Filmmusik sehr viel Wert und da er musikalisch begabt ist, war er in den Entwicklungsprozess der Filmmusik sehr involviert.

#### Score
| Titelliste |
| --- |
| 1. The Armenian Superhero – 1:59 (Henry Jackman, Marius de Vries) 2. Stand Up – 3:32 (The Prodigy) 3. Forcefield – 1:05 (Marius de Vries) 4. Watching – 1:01 (Henry Jackman) 5. Man in the Mirror – 1:08 (Henry Jackman) 6. A Punch In The Chest – 0:45 (Marius de Vries) 7. Roof Jump – 1:31 (Ilan Eshkeri, Marius de Vries) 8. Time to Engage – 0:26 (Henry Jackman) 9. Stabbing-Morphine – 1:56 (Liam Howlett, Marius de Vries) 10. I’m Kick Ass – 1:16 (Henry Jackman) 11. Famous – 2:22 (Henry Jackman, Ilan Eshkeri, John Murphy, Marius de Vries) 12. A Friend Like You – 0:43 (Marius de Vries) 13. Walk to Rasul’s – 0:58 (Danny Elfman) 14. Trick or Treat? – 2:43 (Ilan Eshkeri, Marius de Vries) 15. Leaving Rasul’s – 1:18 (John Murphy) 16. Hit Girl & Big Daddy – 2:39 (Ilan Eshkeri, John Murphy, Marius de Vries) 17. Damon & Marcus Comic Book – 3:24 (Henry Jackman, John Murphy) 18. I Miss You Both – 1:40 (Ilan Eshkeri, John Murphy) 19. Hunting Kick Ass – 1:04 (Henry Jackman) 20. MistMobile – 1:40 (Henry Jackman) 21. Big Daddy Kills – 2:50 (Henry Jackman, John Murphy) 22. One Last Time – 0:57 (Marius de Vries) 23. Sleepover – 1:57 (Marius de Vries) 24. To Brooklyn Bridge – 1:42 (Marius de Vries) 25. Safehouse/Ambush – 2:34 (John Murphy) 26. Showtime Pt. 2 (It’s Only the End of the World) – 2:25 (John Murphy) 27. Nightvision – 1:57 (John Murphy) 28. Strobe (Adagio in D Minor) – 2:02 (John Murphy) 29. Big Daddy Dies – 1:33 (Henry Jackman, John Murphy) 30. Hit Girl Drives Home – 1:42 (John Murphy) 31. Marshmallows – 1:12 (Henry Jackman, John Murphy) 32. Choose Your Weapon – 1:26 (Ilan Eshkeri) 33. You Got Five Minutes – 0:35 (Marius de Vries) 34. No Power, No Responsibility – 1:16 (Henry Jackman) 35. The Corridor – 1:16 (John Murphy) 36. Kitchen Stand Off – 1:19 (Ilan Eshkeri, John Murphy) 37. The Fight – 3:12 (Henry Jackman, Ilan Eshkeri, John Murphy, Marius de Vries) 38. Flying Home – 1:49 (Henry Jackman, Ilan Eshkeri, John Murphy, Marius de Vries) 39. True Identity – 1:39 (Henry Jackman) |

Die komponierte Filmmusik, den Score, komponierten die Briten John Murphy, Henry Jackman, Marius de Vries und Ilan Eshkeri. Dass für die Filmmusik hauptsächlich vier Komponisten verantwortlich waren, ist sehr ungewöhnlich, aber laut Murphy auf die verschiedenen Genres des Filmes zurückzuführen. Der Film ist einerseits eine einfache High-School-Lovestory, die mit Pop-Songs unterlegt ist. Anderseits gibt es schockierende Actionszenen, für die eine andere Art von Filmmusik notwendig ist. Auch die Aussage des Films, man brauche keine Superkräfte, um Superheld zu sein, beeinflusste die Filmmusik. Diese konnte deshalb nicht durch einen herkömmlichen Score oder einen gewöhnlichen Soundtrack abgedeckt werden. Dessen ungeachtet ist die komponierte Filmmusik laut Jackman nicht besonders herausragend, sondern tut lediglich ihre Arbeit, sie unterstützt den Film auf akustischer Ebene.
Da die Komponisten verschiedene Schwerpunkte hatten, funktionierte die Zusammenarbeit gut, ohne dass die Komponisten sich gegenseitig ersetzten. Ilan Eshkeri kümmerte sich vor allem um den herkömmlichen Score. John Murphy steuerte Punksongs hinzu und Marius de Vries mischte die Popmusik ein. Henry Jackman komponierte eine heroische Superheldenmusik. Es gibt Stücke auf der Filmmusik, die mehrere Komponisten schrieben oder die ineinander übergehen, so beginnt zum Beispiel Roof Jump als Werk von Ilan Eshkeri klassisch und geht dann in Marius de Vries Arbeit, die etwas poppiger ist, über.
John Murphy und Ilan Eshkeri arbeiteten bereits zuvor mit Vaughn; Murphy bei den Filmen Bube, Dame, König, grAS und Snatch – Schweine und Diamanten, die Vaughn produzierte, und Eshkeri bei Layer Cake und Der Sternwanderer, bei denen Vaughn Regie führte. Henry Jackman komponierte nach der ersten Zusammenarbeit mit Vaughn an Kick-Ass, bei dessen Film X-Men: Erste Entscheidung die Filmmusik.
Einflüsse
Die Filmmusik ist von verschiedensten Einflüssen geprägt, vor allem von John Williams, dem Komponisten von Filmmusiken wie Superman und Indiana Jones. Weitere Einflüsse kommen von Batman-Verfilmungen, hauptsächlich von The Dark Knight, an dessen Filmmusik Jackman mitarbeitete. Auch Batman-Komponist Danny Elfman schrieb für den Film einen Track, Walk To Rasul’s. Elfman behielt zwar die Rechte an dem Stück, genehmigte aber die Verwendung im Film. Vaughn waren in dem Film Einflüsse der 80er und 70er Jahre und ihr Punkrock sehr wichtig.
| Motiv von Big Daddy in einer der vielfältigen Variationen |

Motive
Das Hauptmotiv der Figur Kick-Ass, das Henry Jackman schrieb, sollte eine Musik im John-Williams-Stil sein, die im Verlaufe des Films moderner wird. Dies äußert sich zum Beispiel darin, dass mit der Zeit im Motiv weniger Orchestermusik verwendet wird. Am Ende des Films, als Kick-Ass und Hit-Girl mit dem Jet-Pack davonfliegen, ist so aus dem Thema eine moderne Superheldenmelodie geworden.
Big Daddys Thema komponierte John Murphy. Das Motiv, das aus vier Noten besteht, durchläuft auch Variationen. Unter dem Titel Adagio in D-minor war es bereits im Film Sunshine zu hören. Auch der Track Big Daddy Kills wurde bereits als In The House, In A Heartbeat im Film 28 Days Later verwendet.
Produktion
Die Filmmusik wurde von dem London Metropolitan Orchestra und Metro Voices interpretiert und von Steve McLaughlin produziert.
Aufgenommen wurde der Score in den Abbey Road Studios, den Air Studios sowie den Angel Studios. Am 28. Mai 2010 wurde die Filmmusik unter dem Titel Kick-Ass: The Score als MP3-Album veröffentlicht. Die Veröffentlichung umfasst 39 Titel bei einer Gesamtlänge von 1:06:33.

#### Soundtrack
| Titelliste |
| --- |
| 1. Stand Up – 5:09 (The Prodigy) 2. Kick-Ass – 3:12 (Mika vs. RedOne) 3. Can’t Go Back – 3:46 (Primal Scream) 4. There’s a Pot a Brewin – 3:13 (The Little Ones) 5. Omen – 3:55 (The Prodigy) 6. Make Me Wanna Die – 3:55 (The Pretty Reckless) 7. Banana Splits – 2:04 (The Dickies) 8. Starry Eyed – 2:58 (Ellie Goulding) 9. This Town Ain’t Big Enough for the Both of Us – 3:03 (Sparks) 10. We’re All in Love – 4:50 (New York Dolls) 11. Bongo Song – 5:01 (Zongamin) 12. Per Qualche Dollaro In Piu – 2:53 (Ennio Morricone) 13. Bad Reputation – 2:56 (The Hit Girls) 14. An American Trilogy – 4:31 (Elvis Presley) |

Der Soundtrack des Films wurde am 29. März 2010 in Großbritannien bei Polydor, einem Unterlabel der Universal Music Group unter dem Titel Kick-Ass: Music From The Motion Picture veröffentlicht. In den USA erschien das Album einen Tag später als MP3-Download auf iTunes. Am 23. April 2010 wurde das Album in Deutschland veröffentlicht.
Das Soundtrack-Album enthält 14 Titel bei einer Gesamtlänge von 51:26, diese werden von Zitaten der Charaktere aus dem Film umfasst.
Die Bandbreite der Songs reicht von Punk-Rock (The Dickies, New York Dolls) über Pop (Sparks, The Prodigy, Primal Scream, Ellie Goulding) bis zu Stücken von Elvis Presley und selbst Ennio Morricone. Die Band The Prodigy arbeitete sowohl am Soundtrack als auch an der Filmmusik mit. Neben den Titeln Stand Up und Omen, die auf dem Soundtrack erschienen, arbeitete Liam Howlett, der Kopf der Band, gemeinsam mit Marius de Vries an dem Titel Stabbing-Morphine, der Teil der Filmmusik ist.
Der Titelsong „Kick-Ass (We Are Young)“ wurde von Mika gesungen und von RedOne produziert. Mika sah dafür den unvollendeten Film Kick-Ass und schrieb den Song gemeinsam mit Jodi Marr in zwei Tagen.
Das Musikvideo der Single zeigt Mika hilflos zurückgelassen in einer Gasse, nachdem er zusammengeschlagen wurde. Er beginnt zu singen, und während er dies tut, findet er einen Kick-Ass-Comic. Dadurch inspiriert, möchte er auch Superheld werden, rennt auf das Dach eines Hauses und singt sein Lied über die Skyline New Yorks. Das Musikvideo zeigt dabei auch Ausschnitte von Kick-Ass.
Ein Song, der im Film zu hören ist, aber nicht auf dem Soundtrack enthalten ist, ist Crazy von Gnarls Barkley. Dieser Song läuft im „Mistmobile“, während Kick-Ass und Red Mist durch die Stadt cruisen. Diese Szene war improvisiert und sollte ursprünglich nicht Teil des Films werden. Vaughn sagte den beiden, sie sollten sich zur Musik bewegen. Die beiden hörten Crazy vom iPod. Aaron Johnson ist geschulter Tänzer und da Vaughn die Szene gefiel, wurde sie behalten.
Der Song „Bad Reputation“ wird im Film von Joan Jett gesungen. Auf dem Soundtrack wird das Lied jedoch von einer Band namens „The Hit Girls“ interpretiert.

### Vorführrechte
Im Juli 2009 wurden auf der San Diego Comic-Con, einer angesehenen, jährlich stattfindenden Comic-Messe, vier kurze Clips des Films gezeigt. Aufgrund der überschwänglichen Reaktionen der Zuschauer wurden verschiedene Hollywood-Studios wieder auf den Film aufmerksam. So entbrannte nach Vorführung des fertiggestellten Films ein Wettkampf zwischen den großen Verleihern um die Vertriebsrechte für Kick-Ass. Aus diesem gingen Lions Gate Entertainment und Universal erfolgreich hervor: Lions Gate erwarb die US-Rechte des Films für 15 Millionen US-Dollar, Universal die internationalen Rechte für 45 Millionen US-Dollar.

## Synchronisation
Die deutsche Synchronisation entstand nach einem Dialogbuch und unter der Dialogregie von Kim Hasper im Auftrag der Berliner Synchronfirma RC Production.
| Rolle                                | Schauspieler             | Deutsche Sprecher |
| ------------------------------------ | ------------------------ | ----------------- |
| Dave Lizewski/Kick-Ass               | Aaron Johnson            | Ricardo Richter   |
| Damon Macready/Big Daddy             | Nicolas Cage             | Martin Keßler     |
| Mindy Macready/Hit-Girl              | Chloë Moretz             | Luisa Wietzorek   |
| Katie Deauxma                        | Lyndsy Fonseca           | Julia Meynen      |
| Christopher „Chris“ D’Amico/Red Mist | Christopher Mintz-Plasse | Hannes Maurer     |
| Frank D’Amico                        | Mark Strong              | Erich Räuker      |
| Marty                                | Clark Duke               | Patrick Baehr     |
| Todd                                 | Evan Peters              | Julius Jellinek   |

## Vertrieb
Kick-Ass erreichte in den Vereinigten Staaten im August 2010 den ersten Platz der DVD-, Blu-ray- und Digitalen Charts bei seiner Veröffentlichung und war damit einer der erfolgreichsten Filme von Lionsgate Home Entertainment. In den Vereinigten Staaten wurden über 1,2 Millionen DVDs verkauft und somit Einnahmen von über 24,3 Mio. US-Dollar gemacht. Bis Ende 2010 wurden eine Million Blu-ray Discs verkauft, was nahe an die DVD-Verkaufszahlen reicht und ebenfalls Einnahmen von über 20 Mio. US-Dollar bedeutet.
Der Film erschien in Deutschland am 16. September 2010 von Universal Pictures Germany auf DVD und Blu-ray. Die Blu-ray ist ebenfalls als SteelBook erhältlich.
Die DVD enthält neben dem Film:
- einen Audiokommentar des Regisseurs Matthew Vaughn zum Film
- eine Featurette, die auf den Comic Kick-Ass eingeht

Die Blu-ray enthält zusätzlich:
- ein 2-stündiges Making-of, welches den Entwicklungsprozess des Films ausführlich dokumentiert
- exklusive Zeichnungen, Storyboards etc.

## Rezeption

### Einspielergebnisse und Finanzen
Die Produktionskosten des Films lagen bei etwa 28 Millionen US-Dollar, für eine Comic-Verfilmung ein vergleichsweise geringes Budget. Die US-Rechte an dem Film wurden für 15 Millionen US-Dollar an Lionsgate verkauft, die weltweiten Rechte für 45 Millionen US-Dollar. Für die Vermarktung des Filmes gab Lionsgate zwischen 25 und 30 Millionen US-Dollar aus.
Bereits in Großbritannien, Australien und Neuseeland startete Kick-Ass nicht so erfolgreich wie prognostiziert, deshalb wurde zunächst erwartet, dass am Startwochenende der fürs Marketing wichtige erste Platz in den US-Kinocharts nicht erreichbar wäre. So wurden für Kick-Ass zunächst Einnahmen 19,75 Millionen US-Dollar, für Drachenzähmen leicht gemacht, der bereits 3 Wochen im Kino war, hingegen 20 Millionen US-Dollar angenommen. Letztlich lag Kick-Ass mit 19,8 Millionen US-Dollar doch 170.000 US-Dollar vor Drachen zähmen leicht gemacht und war damit der erfolgreichste Film des Wochenendes. Insgesamt erzielte der Film in den Vereinigten Staaten mit über sechs Millionen Zuschauern ein Einspielergebnis von 48,1 Millionen US-Dollar.
Der Film wurde in über 50 Ländern veröffentlicht und spielte weltweit 97,5 Millionen US-Dollar ein. In Deutschland nahm der Film davon mit knapp 200.000 Besuchern 1.684.000 US-Dollar (Platz vier der Woche in den deutschen Kinocharts), in Österreich 293.000 US-Dollar ein (Platz drei der Woche in den österreichischen Kinocharts).
Trotz der relativ guten Einspielergebnisse erfüllte der Film die an ihn gestellten Erwartungen zunächst nicht, da Kick-Ass ein großes Potential zugeschrieben wurde, weil der Film zum Medienhype geworden war und auch die Kritiken größtenteils positiv waren. Als mögliche Ursachen für den schwachen Start wurde unter anderem die kleine demografische Zielgruppe vermutet, da die Comicverfilmung ein R-Rating erhielt. Einen weiteren Grund dafür können Schwarzkopien des Filmes darstellen, so belegte Kick-Ass 2011 in der Liste der „Top 10 Most Pirated Movies of All Time“ mit über 15 Millionen illegalen Downloads Platz sieben.
Ein finanzieller Erfolg wurde der Film somit erst durch die Veröffentlichung auf DVD und Blu-ray.

### Kritiken
Der Film wurde überwiegend positiv aufgenommen. Rotten Tomatoes verzeichnet eine positive Wertung von 76 %, basierend auf 246 Kritiken. Metacritic gibt einen Metascore von 66/100 basierend auf 38 Kritiken an.

„Wenn Hit-Girl auf der Leinwand erscheint und ihre Butterfly-Messer wetzt, löst der unabhängig produzierte ‚Kick-Ass‘ sein Titelversprechen zur vollen Zufriedenheit ein und tritt dem konservativen Studio-Hollywood mit Anlauf in den Allerwertesten. Macht die vielversprechende Nachwuchskillerin mal etwas länger Pause, schleicht sich mitunter aber auch die eine oder andere Länge ein.“

„Kick-Ass macht jede Menge Spaß. Sympathische Darsteller, bis in die Nebenrollen, eine schräge Story und viele nerdige Anspielungen machen diese etwas andere Comicverfilmung – trotz einiger Längen im ersten Akt – zu einem rasanten und sehr witzigen Film, der schon mit der einen oder anderen WTF-Szene aufwarten kann. Dass der Film dennoch unter seinen Möglichkeiten bleibt, ist bei allem Lob aber nicht zu leugnen und sehr schade. Denn dort wo der Comic bis zu Schluss auf der Meta-Ebene bleibt und satirisch-bösartig Medien, Netzwelt, Superheldenfilme und Geeks aufs Korn nimmt und hinterfragt, erliegt der Film – der ohne Not einige der wirkungsvollen Plotstrukturen des Comics aufgibt und simpler, weniger smart erzählt – im letzten Akt der gleichen Verklärung wie seine Protagonisten.“

Sowohl in Deutschland als auch im Herkunftsland Vereinigte Staaten formierten sich derweil auch namhafte kritische Stimmen, die besonders an der aus ihrer Sicht wertungsfreien oder gar glorifizierenden Darstellung von Gewalt gegen Ende des Films Anstoß nahmen.

„‚Kick Ass‘ wirkt am Anfang wie eine boshafte, aber originelle Superhelden-Satire, ein Spaß, der sich nicht ernst nimmt, bunt und laut und schnell. Mit der zunehmenden Fetischisierung der elfjährigen Killerin kippt das ganze allerdings mit der Zeit vom fies-charmanten Cartoon zum zynischen Blutrausch. Die spöttische Distanz der Vorlage zu den Hauptfiguren hält der Film nicht durch – er erklärt die Kleine nach und nach zur ehrenwerten Heldin, die zwar blutlüstern ist, aber doch aus tiefer Überzeugung für das Gute kämpft. […] Und mit dem Drang, den Gewaltlevel stets ein bisschen zu steigern, wird das Finale zum knalligen aber stumpfen Blutrausch, zur verklärten Heldinnensaga.“

„Comic-Adaption, die ihren selbstreflexiven Gestus bald zugunsten konventioneller Genremuster und drastischer Kampfchoreografien zurück nimmt und die Chance verspielt, einen kritisch-ironischen Blick auf ihre Vorbilder zu werfen.“

„Soll ich frei von der Leber weg sprechen oder doch lieber vorgeben, cool zu sein? Bin ich ein Spießer, wenn ich ‚Kick-Ass‘ moralisch verwerflich finde, oder habe ich schlicht etwas Wichtiges verpasst? Sagen wir, Sie sind ein Fan der Comics und meinen auch, dass dieser Film ihnen gerecht wird. Dann sollten Sie wissen, dass ich an der Welt, in der Sie leben, nicht im Geringsten interessiert bin. Eine Filmkamera zeichnet alles auf, was sich vor ihrer Linse abspielt. In diesem Fall ist das eine Elfjährige, die uns ein tödliches Blutbad auftischt und von einem Erwachsenen kurz darauf dafür fast totgeprügelt wird. Blut überall: Und jetzt erklären Sie mir den Kontext. […] Mir ist nicht entgangen, dass das Satire sein soll, aber Satire auf was?“

Die unabhängige Jury der Deutschen Film- und Medienbewertung zeichnete den Film als herausragenden Film mit dem Prädikat „wertvoll“ aus, weist jedoch ebenfalls auf die Gewalt im Film hin:

„Das grüngelbe Superhelden-Outfit macht aus dem unbeachteten Schüler-Nerd die umjubelte Ikone Kick-Ass. Schon bald gesellen sich weitere Actionhelden wie Hit Girl, Red Mist und Big Daddy um Dave, die es jedoch nicht alle gut mit ihm meinen. Was hier im Sinne einer knallbunten High-School-Komödie beginnt, wird schon bald zum knallharten Actionstreifen mit absurdem Humor, der Fans und Liebhaber überdrehter Comic-Verfilmungen mit einer Fantasiewelt aus Anspielungen, (Film-)Zitaten und überspitzer Gewaltexzesse mit Martial-Arts-Elementen begeistern kann. Regisseur Matthew Vaughn ironisiert das Genre in gleichem Maße, wie er Grenzen überschreitet und neue Maßstäbe setzt. Schnell geschnitten, ästhetisch ausgefeilt und voller moderner Pop-Mythen abseits jeder Realität. Ein Film, der es zu polarisieren versteht – für ein reifes Publikum!“

### Auszeichnungen
| Tabellarische Übersicht der Auszeichnungen und Nominierungen | Tabellarische Übersicht der Auszeichnungen und Nominierungen | Tabellarische Übersicht der Auszeichnungen und Nominierungen | Tabellarische Übersicht der Auszeichnungen und Nominierungen | Tabellarische Übersicht der Auszeichnungen und Nominierungen |
| Jahr                                                         | Auszeichnung                                                 | Für                                                          | Kategorie                                                    | Resultat                                                     |
| ------------------------------------------------------------ | ------------------------------------------------------------ | ------------------------------------------------------------ | ------------------------------------------------------------ | ------------------------------------------------------------ |
| 2010                                                         | Teen Choice Award                                            | Kick-Ass                                                     | Action Adventure                                             | Nominiert                                                    |
| 2010                                                         | Teen Choice Award                                            | Nicolas Cage                                                 | Action Adventure Actor                                       | Nominiert                                                    |
| 2010                                                         | Teen Choice Award                                            | Christopher Mintz-Plasse                                     | Villain                                                      | Nominiert                                                    |
| 2010                                                         | Teen Choice Award                                            | Chloë Moretz                                                 | Breakout Female                                              | Nominiert                                                    |
| 2010                                                         | Teen Choice Award                                            | Aaron Taylor-Johnson                                         | Breakout Male                                                | Nominiert                                                    |
| 2010                                                         | Scream Award                                                 | Kick-Ass                                                     | Best Comic Book Movie                                        | Gewonnen                                                     |
| 2010                                                         | Scream Award                                                 | Chloë Moretz                                                 | Best Breakout Performance – Female                           | Gewonnen                                                     |
| 2010                                                         | Scream Award                                                 | 15 Weitere                                                   | Verschiedene Kategorien                                      | Nominiert                                                    |
| 2010                                                         | Europäischer Filmpreis                                       | Kick-Ass                                                     | Europäischer Publikumspreis                                  | Nominiert                                                    |
| 2010                                                         | British Independent Film Award                               | Kick-Ass                                                     | Best British Independent Film                                | Nominiert                                                    |
| 2010                                                         | British Independent Film Award                               | Matthew Vaughn & Jane Goldman                                | Best Screenplay                                              | Nominiert                                                    |
| 2010                                                         | British Independent Film Award                               | Matthew Vaughn                                               | Best Director                                                | Nominiert                                                    |
| 2011                                                         | MTV Movie Awards                                             | Chloë Moretz                                                 | Best Breakout Star                                           | Gewonnen                                                     |
| 2011                                                         | MTV Movie Awards                                             | Chloë Moretz & Mark Strong                                   | Best Fight                                                   | Nominiert                                                    |
| 2011                                                         | People’s Choice Award                                        | Kick-Ass                                                     | Action Movie                                                 | Nominiert                                                    |
| 2011                                                         | Empire Award                                                 | Kick-Ass                                                     | Best British Film                                            | Gewonnen                                                     |
| 2011                                                         | Empire Award                                                 | Chloë Moretz                                                 | Best Newcomer                                                | Gewonnen                                                     |
| 2011                                                         | Empire Award                                                 | Matthew Vaughn                                               | Best Director                                                | Nominiert                                                    |
| 2011                                                         | Empire Award                                                 | Aaron Johnson                                                | Best Actor                                                   | Nominiert                                                    |
| 2011                                                         | Empire Award                                                 | Kick-Ass                                                     | Best Film                                                    | Nominiert                                                    |
| 2011                                                         | Empire Award                                                 | Kick-Ass                                                     | Best Sci-Fi/Fantasy                                          | Nominiert                                                    |
| 2011                                                         | Saturn Award                                                 | Kick-Ass                                                     | Best Horror/Thriller Film                                    | Nominiert                                                    |

## Fortsetzung und Neuverfilmung
Mark Millar, der Schöpfer des Originalcomics, kündigte aufgrund dessen Erfolgs eine Fortsetzung der Geschichte an. Regisseur Vaughn deutete im April 2010 die Möglichkeit einer Filmfortsetzung an, gab dabei aber zu verstehen, dass dies zu dem Zeitpunkt noch keine beschlossene Sache sei.
Am 5. Mai 2010 kündigte Millar eine sich tatsächlich in Arbeit befindliche Filmfortsetzung an, deren Dreharbeiten im Sommer 2011 beginnen und die 2012 in die Kinos kommen sollte. Sie sollte sich an die Vorlage des Fortsetzungscomics anlehnen und sich besonders mit der Entwicklung von Hit-Girl und Red Mist auseinandersetzen. Der Titel der Fortsetzung sollte Kick-Ass 2: Balls to the Wall lauten. Diese Ankündigung bestätigte Millar Ende August 2010, aufgrund der starken DVD- und Blu-ray-Verkaufszahlen.
Im Mai 2012 wurde bekannt gegeben, dass Universal im Gespräch mit den Darstellern ist, um den Film ab August 2012 zu produzieren. Das Drehbuch des zweiten Teils wurde von Jeff Wadlow geschrieben, der ebenfalls Regie führen wird. Vaughn, der durch Arbeiten an der Fortsetzung von X-Men: Erste Entscheidung verhindert ist, wird als Co-Autor und Produzent fungieren. Die Dreharbeiten starteten Mitte September 2012. Der Kinostart von Kick-Ass 2 im deutschsprachigen Raum erfolgte am 15. August 2013.
Mitte Dezember kündigte der Regisseur an, dass er Kick-Ass neu verfilmen wird, sobald die Rechte an der Verfilmung im Jahr 2024 wiedererlangt werden.

### Kritikenspiegel
Positiv
- Der Tagesspiegel, 22. April 2010, von Jörg Wunder: Ein Frosch gegen die Mafia.
- epd Film, 19. April 2010, von Jörg Buttgereit: Kick-Ass.
- Cinema, Ausgabe 4/2010[72]
- Oberösterreichische Nachrichten, 24. April 2010: „Kick-Ass“: Tarantino für Anfänger.

Eher positiv
- Deutsche Film- und Medienbewertung FBW – Prädikat wertvoll, 19. April 2010: Kick-Ass.

Gemischt
- Spiegel Online, 21. April 2010, von Daniel Sander: Killer-Lolita stellt Super-Nerd kalt.

Eher negativ
- film-dienst, 19. April 2010, von Sascha Koebner: Kick-Ass.

Negativ
- Stern, 22. April 2010, von Sophie Albers: Warum „Kick-Ass“ nicht kickt.
- Die Presse, 22. April 2010, von Markus Keuschnigg: „Kick-Ass“ im Kino: Gewaltbereite Comic-Figuren.
- Frankfurter Rundschau, 22. April 2010, von Daniel Kothenschulte: Nicht alles, was schlecht ist, ist cool (Memento vom 28. April 2010 im Internet Archive)